# Rhamphophorus legalovii
Rhamphophorus legalovii (лат.) — вымерший вид жуков из семейства цветожилов (Nemonychidae). Обнаружен в меловом бирманском янтаре (Мьянма).

## Описание
Жук имеет длину 5,5 мм, почти половина которой приходится на чрезвычайно удлиненную изогнутую головотрубку. Жвалы крупные, усики 11-члениковые, прикрепленными латерально, лапки с пятью отдельными усечёнными тарсомерами на всех ногах, имеется щёточка для усиков на вершине переднего бедра. Формула шпор 1-2-2. Развит парный киль, продолжающийся на всю длину надкрылий. Из-за своего «чудовищного хобота» палеонтолог Джордж Пойнар называет самца этого вида «мамонтовым долгоносиком». Предположительно самцы использовали свой хоботок-головотрубку в борьбе за самок.

## Систематика и этимология
Вид был впервые описан в 2021 году американскими палеоэнтомологами Джорджем Пойнаром-младший и Алексом Брауном из Университета штата Орегон (США). Родовое название Rhamphophorus происходит от двух греческих слов («изогнутый клюв» и «нести») и переводится как «несущий клюв», а видовое Rh. legalovii дано в честь российского палеоэнтомолога Андрея Александровича Легалова (Институт систематики и экологии животных СО РАН, Новосибирск, Россия), внёсшего значительный вклад в изучение ископаемых жуков. Новый вид и род отнесены к новой трибе †Rhamphophorini из подсемейства Cimberidinae.